# Kapitalmarktgesetz
Das Kapitalmarktgesetz (KMG) (Stammfassung BGBl. Nr. 625/1991) ist ein österreichisches Bundesgesetz, mit dem die unionsrechtliche Richtlinie 2003/71/EG (Prospektrichtlinie) in österreichisches Recht umgesetzt wurde. Darüber hinaus finden sich Regelungen über Meldeverpflichtungen zu Wertpapier- und Veranlagungsangeboten in Österreich.